# Ланджетти, Джованни Баттиста
Джованни Баттиста Ланджетти, или Джамбаттиста Ланджетти (итал. Giovanni Battista Langetti, Giambattista Langetti; 1625, Генуя — 22 октября 1676, Венеция) — итальянский живописец позднего барокко. Работал под влиянием творчества Караваджо, используя драматические светотеневые эффекты и динамичные ракурсы в изображении обнажённых фигур. Его творчество относят к течению тенебризма. Работал в Генуе, затем в Риме и, более всего, в Венеции.

## Биография
Джованни Баттиста родился в семье Джованни Чезаре и Кьяры Багутти и имел трёх старших братьев. Крестными родителями братьев Ланджетти были архитектор Джован Баттиста Карлоне и Эрсилия Кастелло, дочь живописца Бернардо Кастелло и жена Джованни Карлоне, брата Джован Баттисты и также художника. Таким образом, между семьями Ланджетти и Карлоне существовала тесная связь, и можно предположить, что отец Джованни Баттисты Ланджетти также имел профессию, связанную с миром живописи.
Джованни Баттиста осиротел в раннем возрасте (его мать, уже овдовевшая, умерла в 1639 году), и, возможно, юному Ланджетти помогал сам Джованни Баттиста Карлоне, но точных свидетельств на этот счет нет. Сначала он обучался у Дж. Ассерето, затем у Пьетро да Кортоны, после чего учился у Джованни Франческо Кассаны. Однако не сохранилось никаких следов его первых генуэзских работ, что подтверждало бы слова Марко Боскини, который рассказывает о его пребывании в Риме, во время которого Джамбаттиста поступил в мастерскую Пьетро да Кортоны.
В 1650-х годах был в Венеции, где усвоил тенебристский стиль караваджистов. Весьма вероятно также, что в ранние годы Ланджетти познакомился с творчеством Хусепе де Риберы, пример которого оказал сильное и длительное влияние на последующее творчество художника. Событием основополагающего значения в творческой карьере Ланджетти стал его переезд в Венецию, город, где он прожил всю оставшуюся жизнь и где зарекомендовал себя как один из лучших художников своего времени.
Ланджетти писал много картин на исторические сюжеты и портреты для частных заказчиков на территории области Венето и в Ломбардии. Считается, что он оказал влияние на Иоганна Карла Лота и Антонио Дзанки. Даже художники более поздних поколений, такие как Джанантонио Гварди, Себастьяно Риччи и Пьяццетта, находились под влиянием Ланджетти. Его живопись, таким образом, стала одним из важных факторов развития искусства венецианской школы XVIII века, в котором венецианская живопись вновь обрела высоты общеевропейского искусства.
Произведения Ланджетти хранятся во многих европейских музеях. В санкт-петербургском Эрмитаже имеются две картины художника.

## Галерея

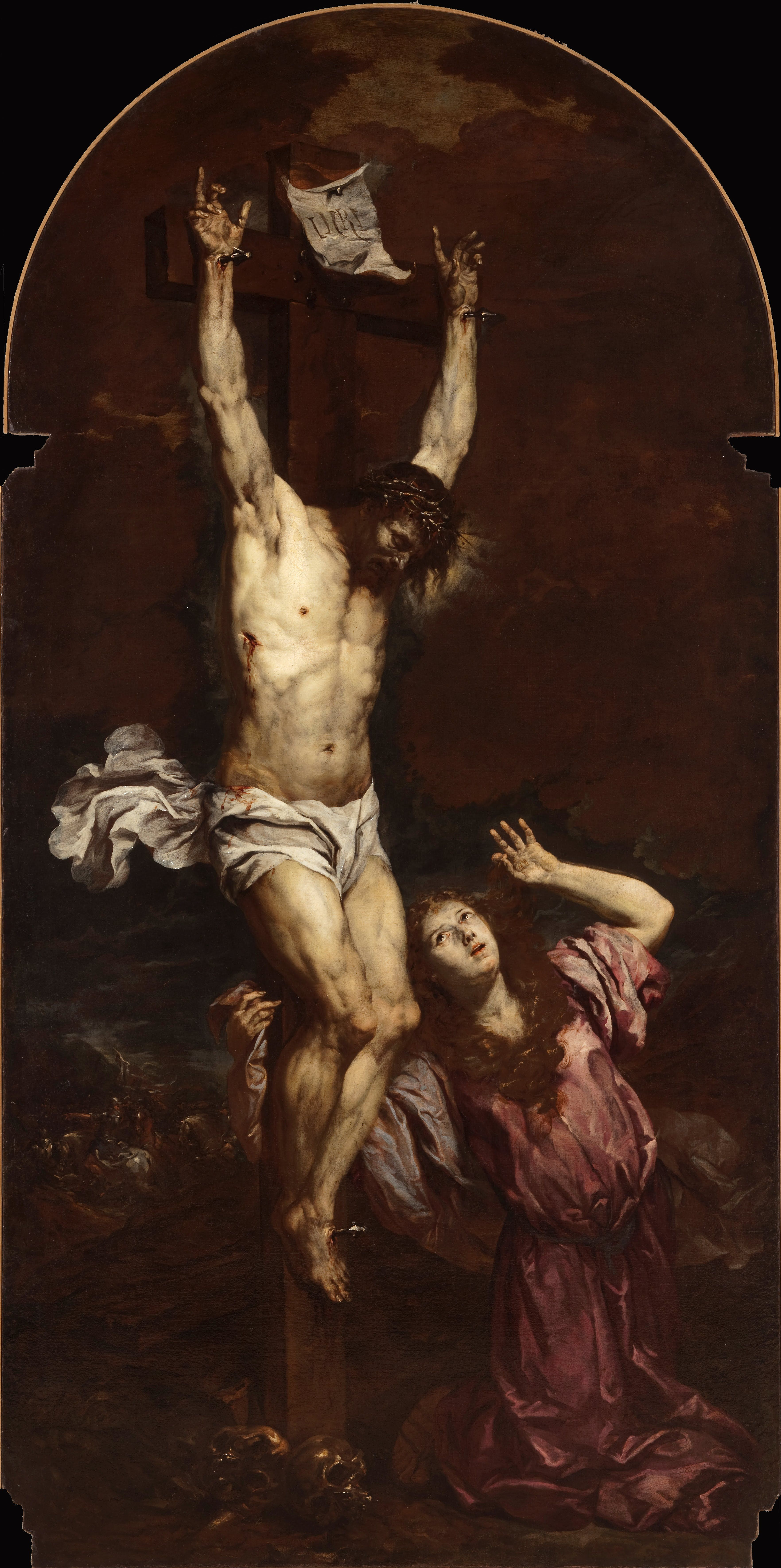
Мария Магдалина у подножия Распятия Христа. Ок. 1663. Холст, масло. Музей венецианского сеттеченто, Ка-Реццонико, Венеция
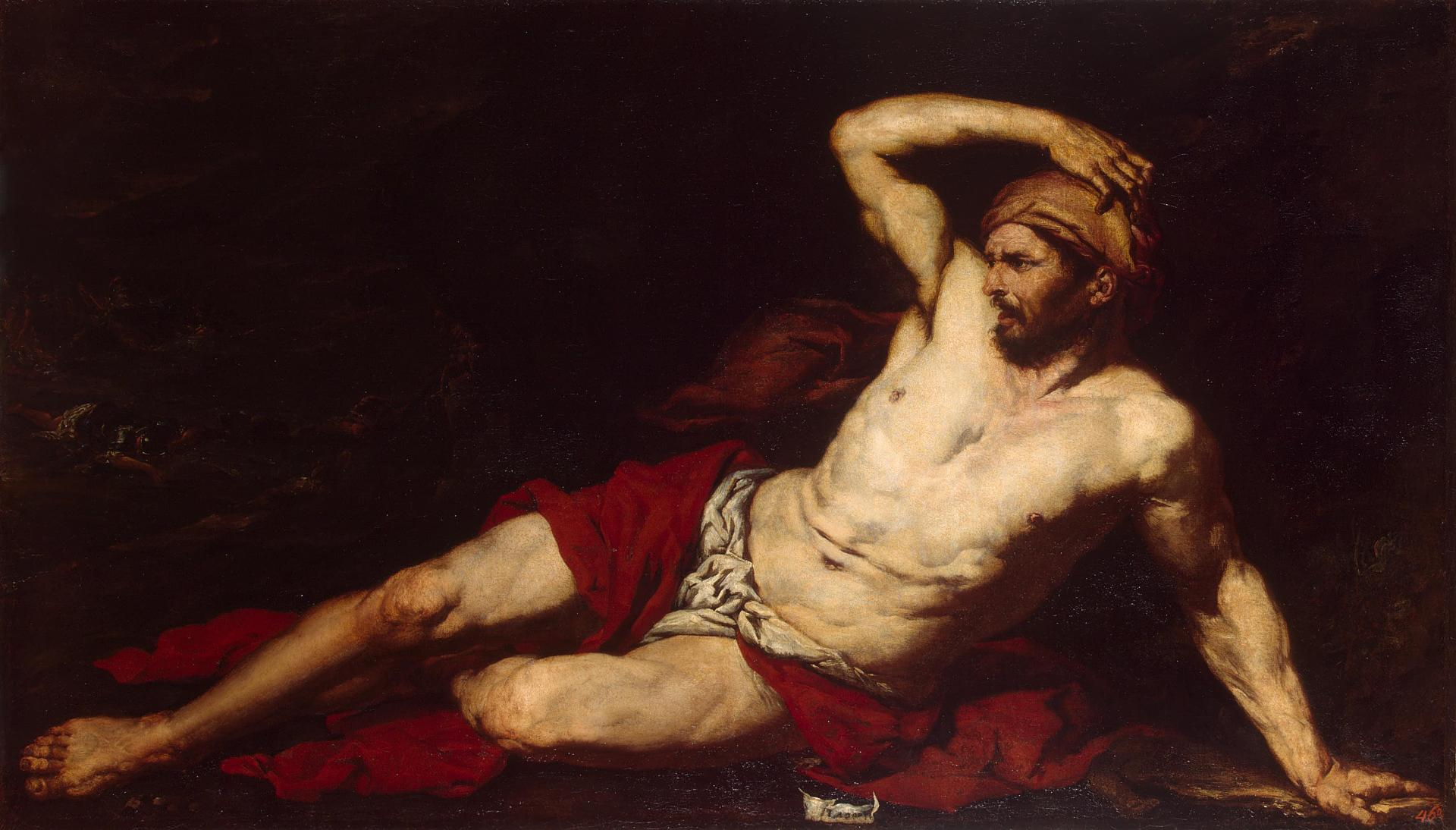
Самсон. Между 1660 и 1675. Холст, масло. Государственный Эрмитаж, Санкт-Петербург
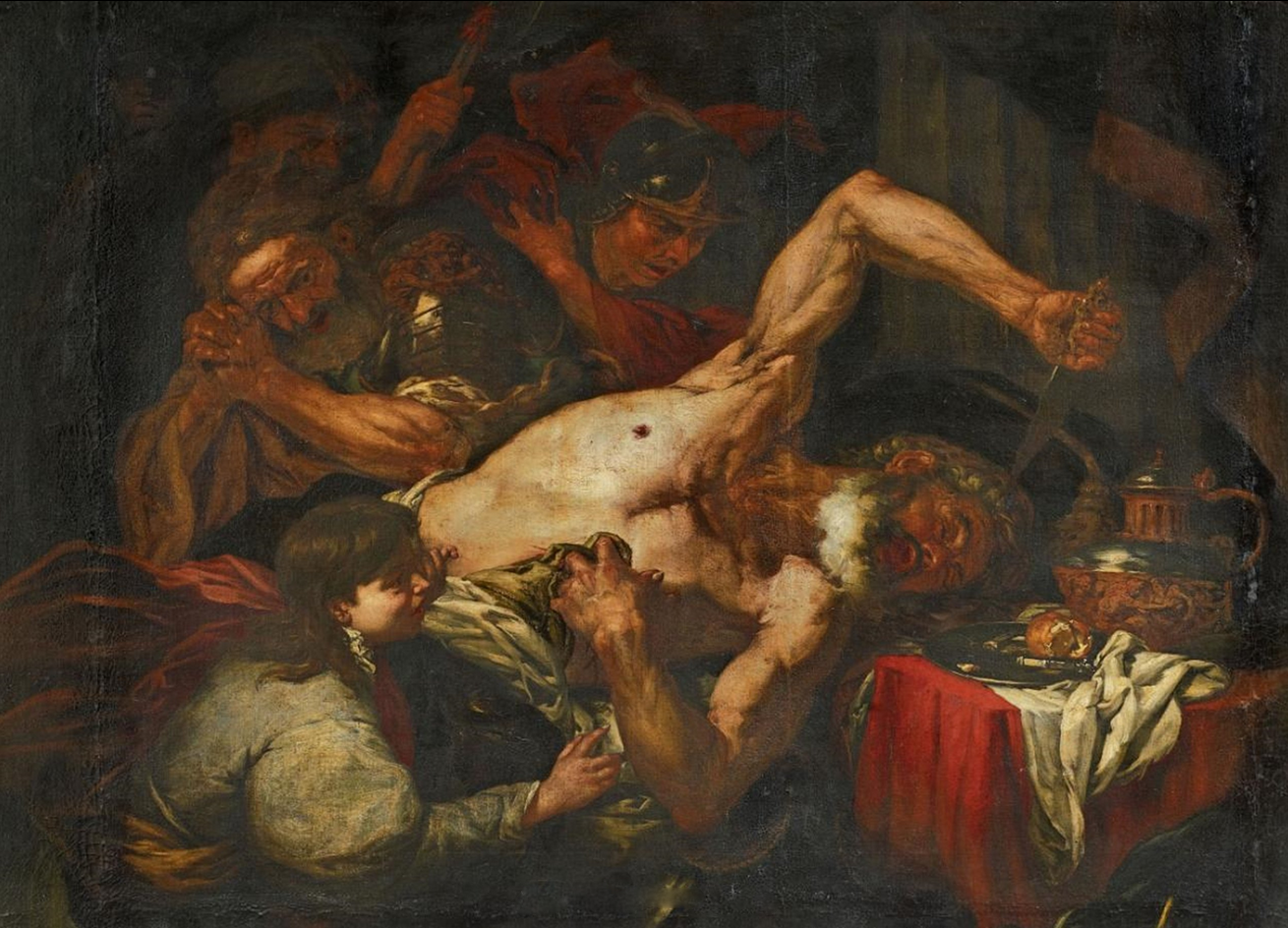
Смерть Катона Утического. Между 1660 и 1675. Холст, масло. Частное собрание
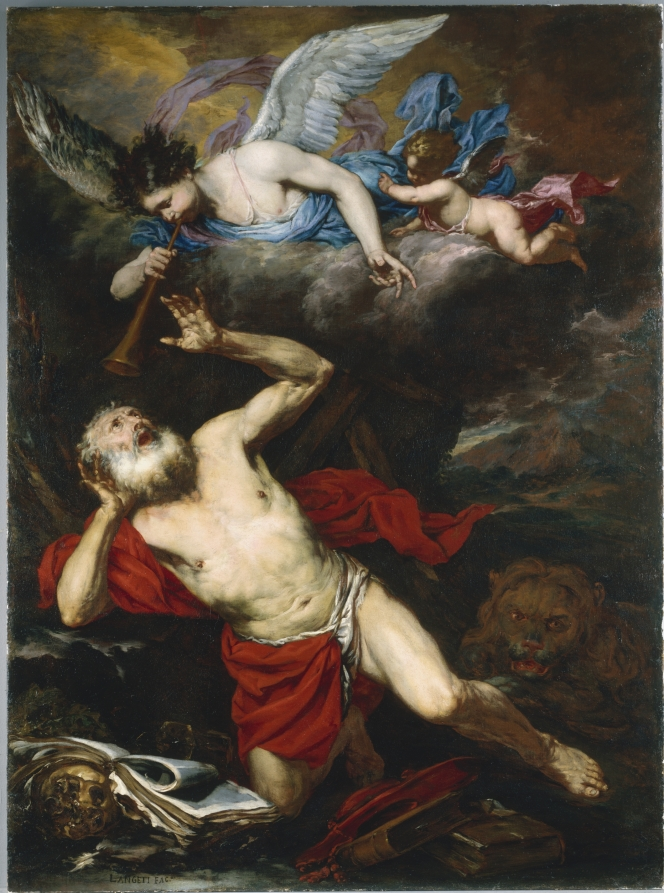
Видение Святого Иеронима. Ок. 1660. Холст, масло. Художественный музей, Кливленд, США
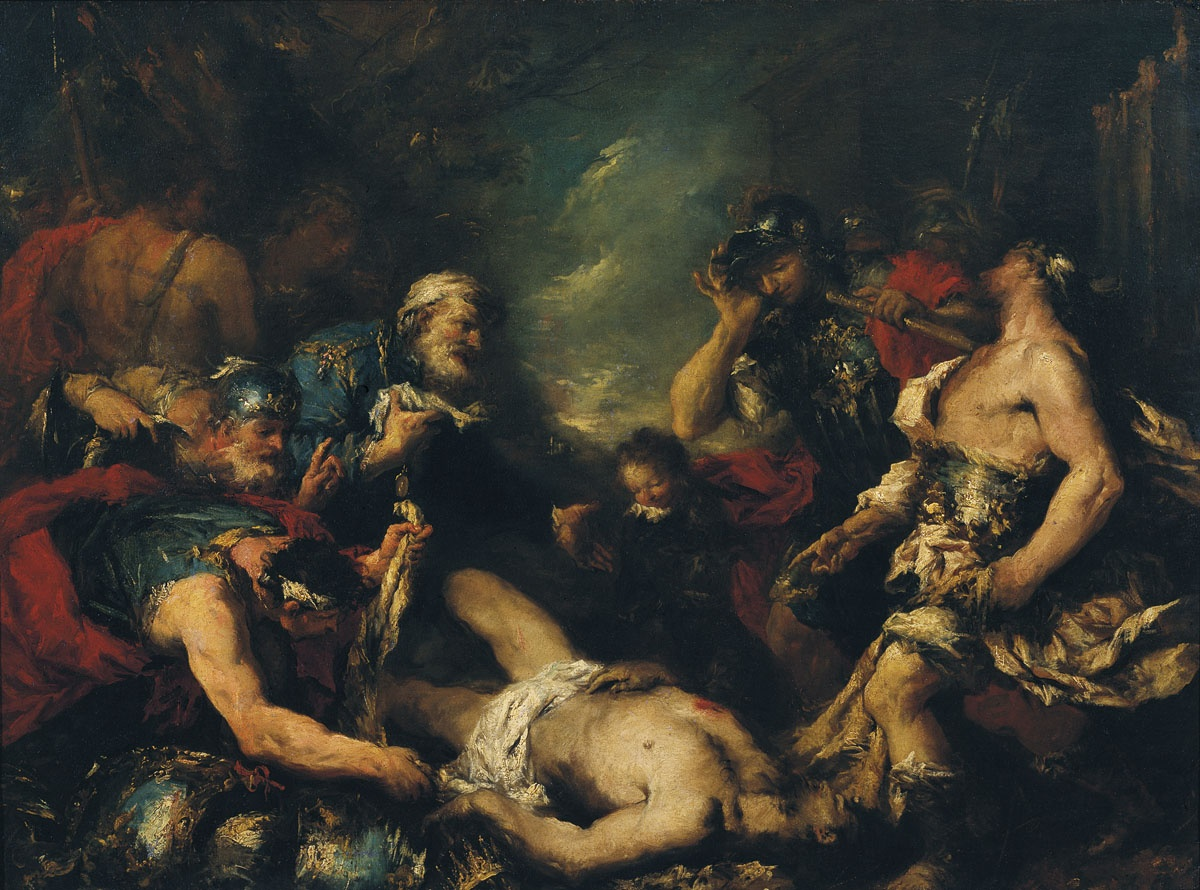
Александр Македонский у тела персидского царя Дария. Копия Дж. Гварди картины Ланджетти. Холст, масло. Государственный музей изобразительных искусств имени А. С. Пушкина, Москва
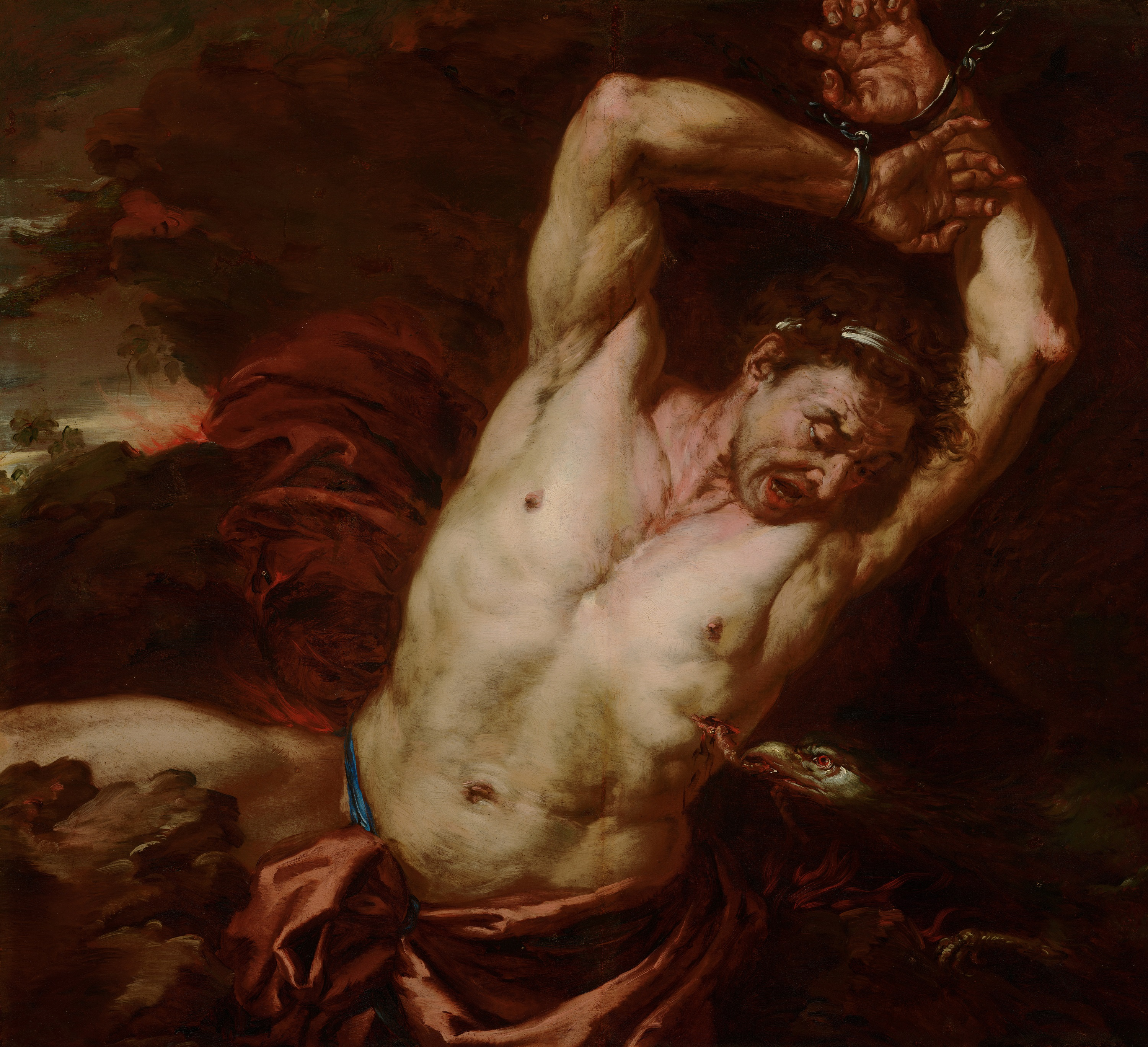
Титий. Между 1660 и 1665. Холст, масло. Маурицхёйс, Гаага
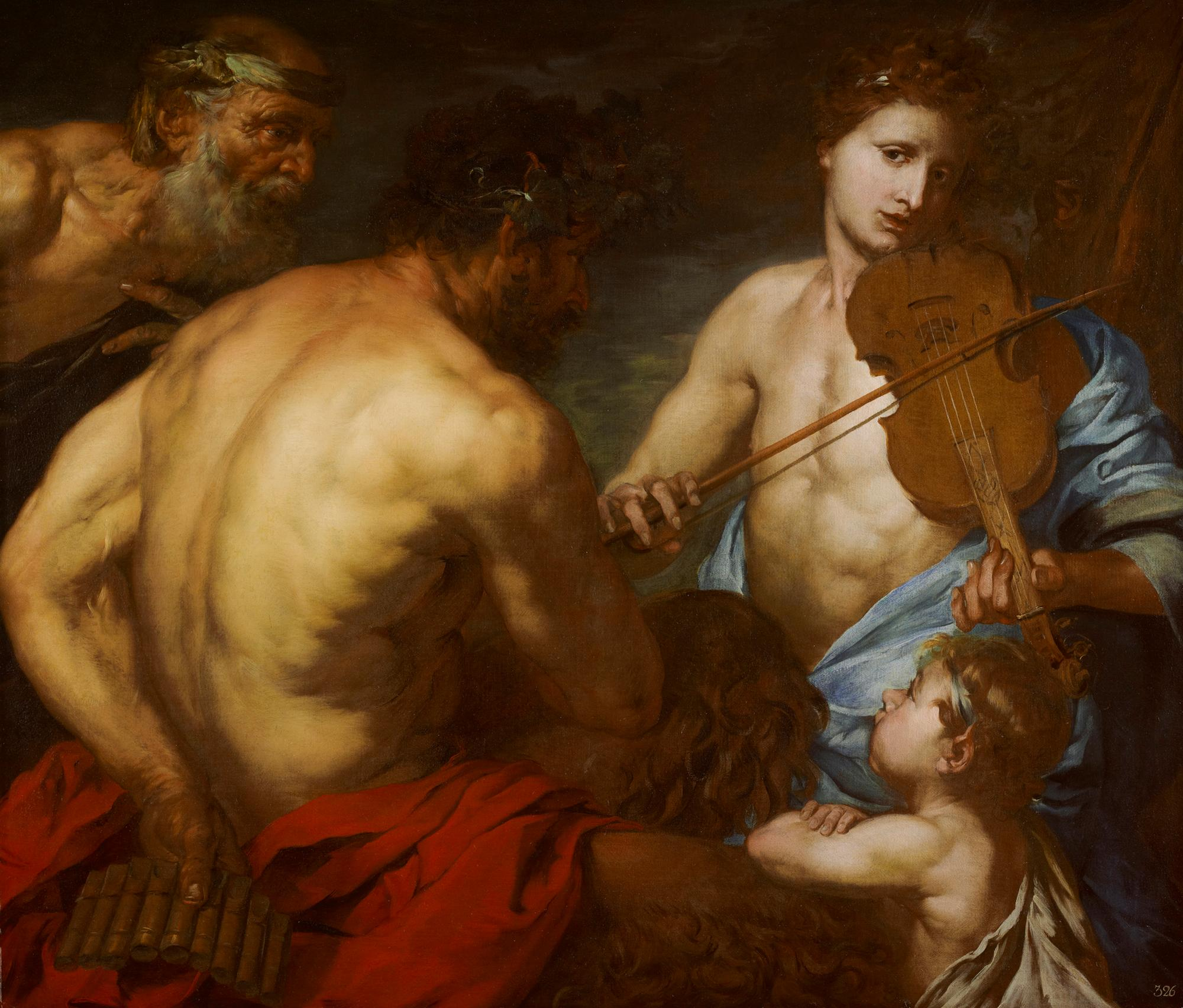
Aполлон и Марсий. Между 1660 и 1675. Холст, масло. Галерея Канессо, Париж
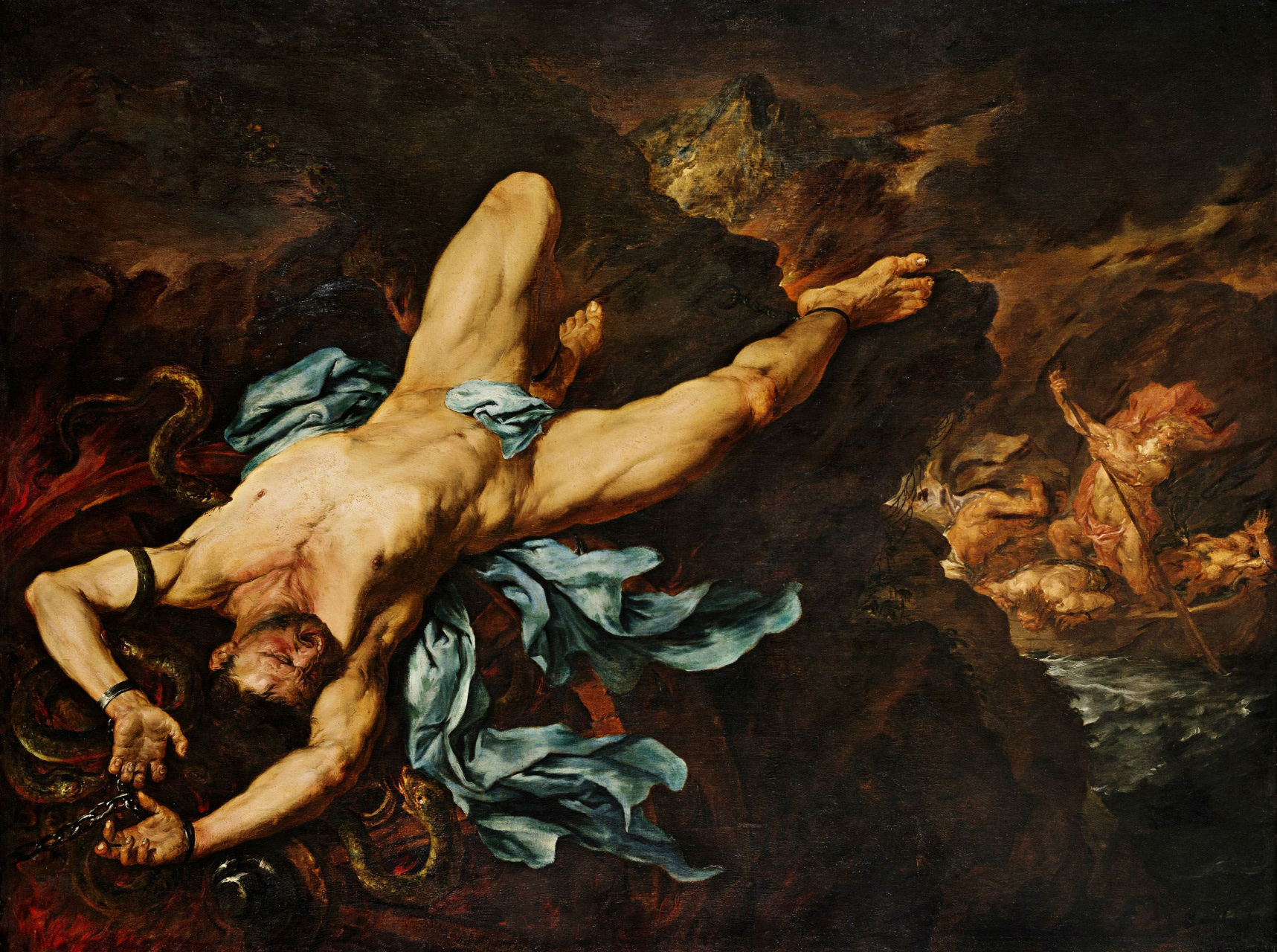
Мучения Иксиона. Местонахождение неизвестно